# José Antonio Molina
José Antonio Molina Miniño (Santo Domingo, 4 de junio de 1960) es un músico, pianista, compositor, arreglista y director de orquesta dominicano. Es el actual director de la Orquesta Sinfónica Nacional de la República Dominicana.

## Biografía

### Primeros años y educación
Nació en Santo Domingo, República Dominicana. Estudió piano en el Conservatorio Nacional de Música con el profesor Vicente Grisolía. A la edad de 20 años se trasladó a Nueva York, donde realizó estudios de licenciatura y maestría en la Manhattan School of Music, al tiempo que estudiaba composición y dirección orquestal en la Escuela Juilliard.

### Carrera musical
En 1984 debutó como pianista con la Orquesta Sinfónica Nacional de la República Dominicana, dirigida por Julio de Windt, con el Concierto para Piano de Edvard Grieg. Ese mismo año, dirigió la New York Lab Orchestra en el estreno de sus Études para orquesta. En 1986, dirigió la Orquesta Sinfónica de Maracaibo de Venezuela en un programa de Gershwin. Con motivo del 16º aniversario de la fundación del Teatro Nacional de la República Dominicana, dirigió el estreno mundial de su merengue Fantasía para orquesta. Esta pieza se utilizó en el Festival de Danza Moderna de 1990 como música para un espectáculo de ballet dirigido por Eduardo Villanueva.
Durante un viaje a Cuba en 1991, Molina dirigió la Orquesta Sinfónica de Matanzas y la Orquesta Sinfónica Nacional de Cuba, y dirigió una función de la ópera Cavalleria rusticana en La Habana a finales de año. Para el 50º aniversario de la ordenación del papa Juan Pablo II en 1995, Molina dirigió un programa con Gloria Estefan. Desde 1996, fue director y arreglista de los programas Pavarotti y Amigos.

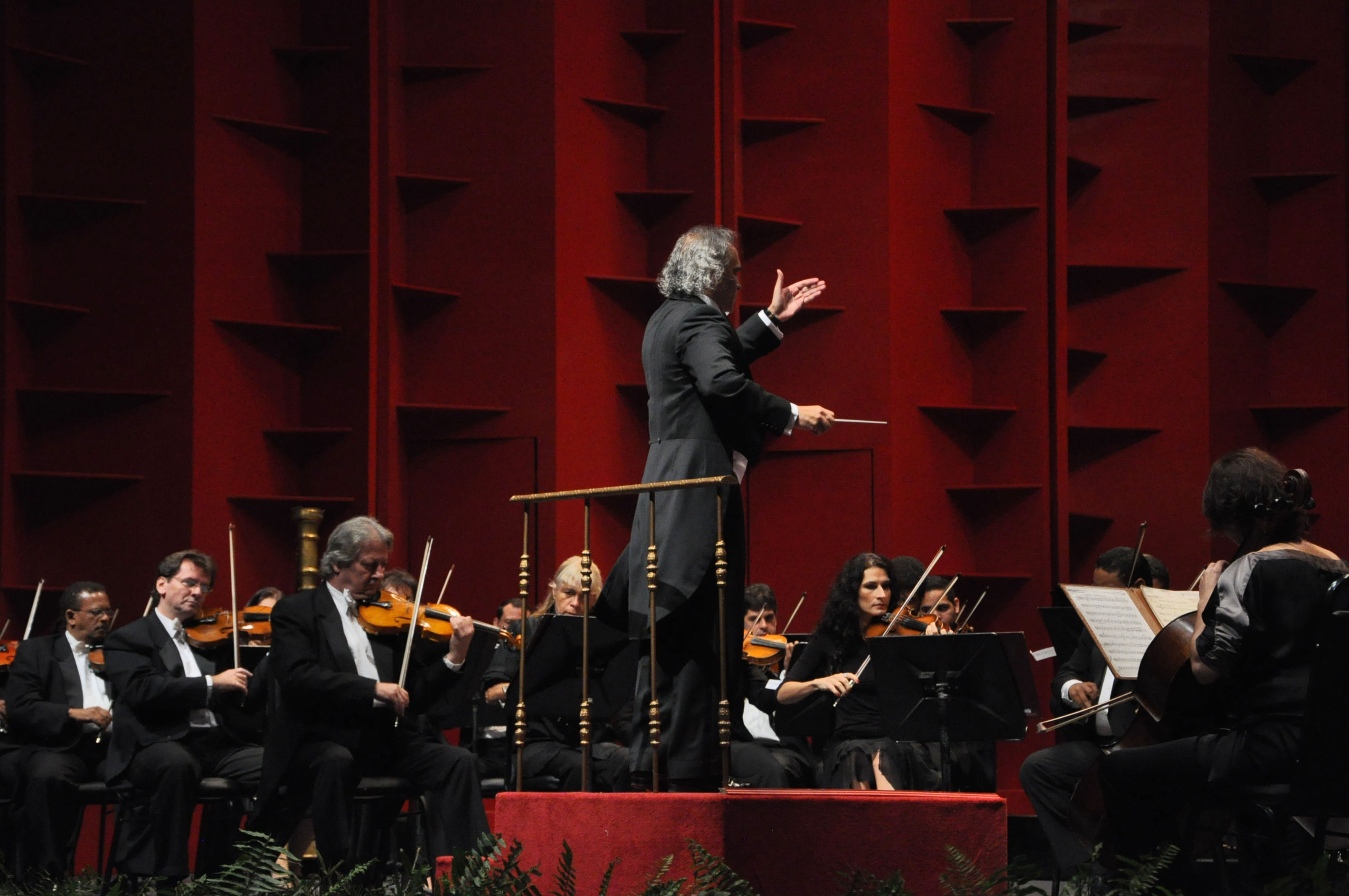
El compositor y director de orquesta dominicano José Antonio Molina en concierto.

En 1996, Molina se convirtió en director principal de la Orquesta Sinfónica de Greater Palm Beach, con la que participó en los festivales de música Blowing Rock y Sun Fest de Florida. En 1997, acompañó a la cantante Marilyn Horne con la orquesta en un concierto. Ese mismo año, fue nombrado profesor honorario de la Universidad Autónoma de Santo Domingo y embajador cultural de la República Dominicana. En 2001, fue condecorado con la Orden del Mérito de Duarte, Sánchez y Mella, y en 2008, la Universidad Nacional Pedro Henríquez Ureña le otorgó un doctorado honoris causa.
En el primer Festival Latino del Caribe, Leonard Slatkin dirigió el estreno mundial de su Obertura Yaya en el Kennedy Center. En 2006, Molina fue invitado como director y arreglista del programa inaugural del Carnival Performing Arts Center de Miami. Al año siguiente, la Asociación de Conciertos de Florida lo nombró director musical y director principal de la Orquesta Sinfónica de Florida y la Orquesta Miami Pops. En 2008, se convirtió en el primer director invitado y, en 2009, en director musical de la Orquesta Sinfónica Nacional de la República Dominicana.